# Monterey Country Club
Monterey Country Club fue construido antes de 1885 y alberga uno de los campos de golf más antiguos de los Estados Unidos. Se encuentra justo debajo de los picos Dunlap —de 1720 metros— y Monterey —de 1365 metros—, en Blue Ridge Summit, Pennsylvania, y está a menos de una milla (1,6 km) de la línea Mason-Dixon y a cerca de 8 millas (13 km) de Camp David. Funciona como lugar de veraneo para muchos ciudadanos de Washington D. C. y tiene instalaciones para golf, tenis, natación, restaurantes, además de una Casa Club. Algunos presidentes de los Estados Unidos como Woodrow Wilson, Calvin Coolidge y Dwight D. Eisenhower han jugado en su campo de golf. Wallis Simpson nació en Square Cottage, una cabaña cercana al antiguo hotel Monterrey Inn, frente al camino que conducía al primer green.  Más tarde Wallis se casaría con el príncipe Eduardo, duque de Windsor y se convirtió en la duquesa de Windsor.
El Monterey Country Club se encuentra ubicado en un terreno de 37 acres (150 000 m²) que alguna vez fueron parte de un pantano que fue escenario de acciones militares durante la Guerra Civil. En el momento de la batalla de Gettysburg de 1863, hubo varias escaramuzas de caballería en los alrededores de la zona —incluyendo Emmitsburg, Maryland; Fountain Dale y el Paso Monterey, donde se encuentra el club.